# Induzierter Strömungswiderstand

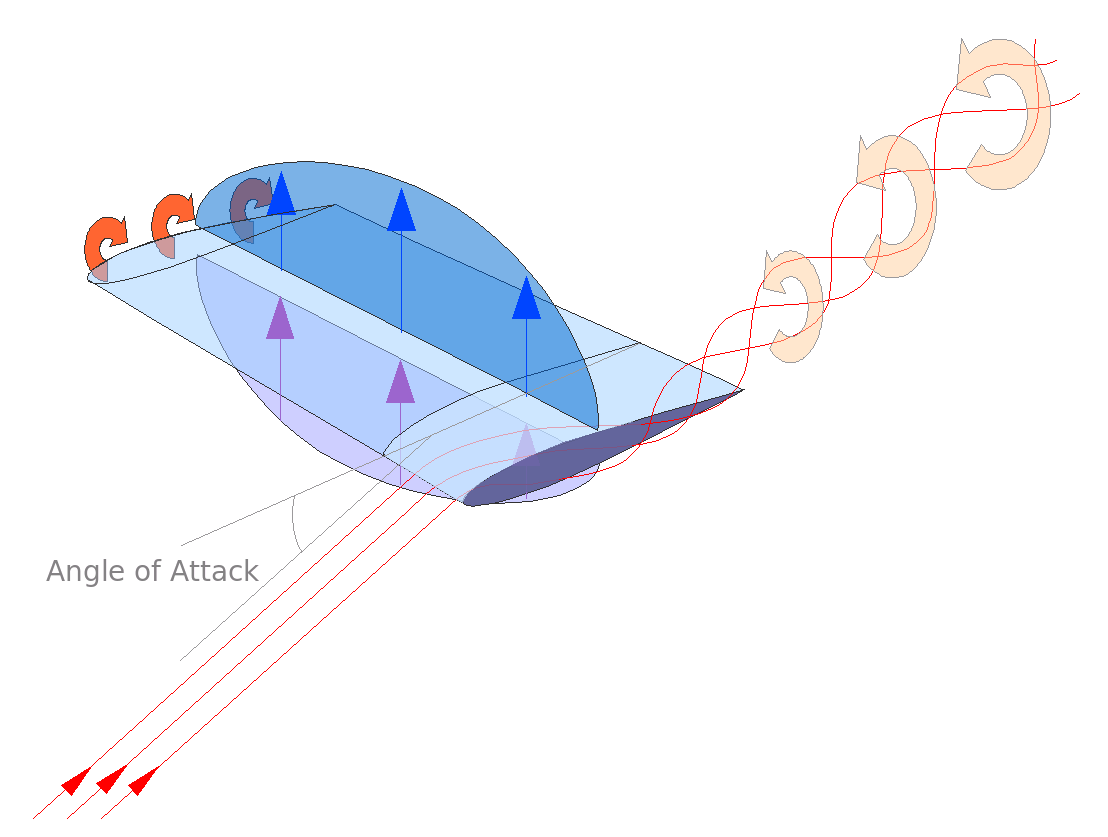
Schematische Darstellung von Auftriebsverteilung, Umströmung der Flügelenden und Randwirbel

Ein Körper, welcher der Strömung eines Fluids ausgesetzt ist, erfährt einen Widerstand. Dieser Widerstand kann in einzelne Komponenten zerlegt werden, die verschiedene Ursachen haben.
Eine dieser Komponenten ist der induzierte Widerstand (auch: induzierter Luftwiderstand). Der induzierte Widerstand entsteht immer, wenn ein Objekt in einem Fluid Kräfte quer zur Strömungsrichtung erzeugt. Das ist zum Beispiel bei der Auftriebserzeugung durch Tragflächen eines Flugzeugs der Fall. Die Luft wird nach unten beschleunigt (downwash) und am Flügel entstehen Randwirbel, welche den Druckunterschied zwischen der Ober- und Unterseite ausgleichen. Die Bewegungsenergie, die dabei der Luft zugeführt wird, geht dem Flugzeug verloren. Anders als oft angenommen, entsteht der induzierte Widerstand bei Flugzeugen also nicht nur an den Tragflächenenden, sondern an der gesamten Tragfläche bzw. jeder Fläche, die Auftrieb (Querkraft zur Strömungsrichtung) erzeugt.
Der induzierte Widerstand geht additiv mit dem Oberflächenwiderstand (Reibung) und dem Formwiderstand (Stirnfläche) in den Gesamtwiderstand ein.

## Induzierter Widerstand bei einem Flugzeug

Strömungsverlauf um eine Tragfläche. Die Strömung erfährt vor und nach dem Flügel eine Richtungsänderung.

Veranschaulichung des induzierten Widerstands. Animation zur Bewegung von ruhender Luft durch einen bewegten Flügel. (s. Wikibook: Warum fliegt ein Flugzeug).

Bei der Tragfläche eines Flugzeuges lässt sich der induzierte Widerstand besonders gut veranschaulichen. Das Flugzeug erzeugt dynamischen Auftrieb, indem es eine Tragfläche mit einem bestimmten Anstellwinkel durch die Luft bewegt und dabei Luft nach unten umlenkt (downwash). Da bei dieser Umlenkung selbst eine reibungslose Wechselwirkung mit dem Flügel die Geschwindigkeit der Luft nicht erhöhen kann, muss die Umlenkung nach unten die horizontale Komponente in ihrer Geschwindigkeit verringern und somit eine Widerstandskraft verursachen. Dies ist ein Teil des „induzierten Widerstands“. Ein anderer Teil ergibt sich wie folgt durch Druckausgleich. Bei der Auftriebserzeugung entsteht oberhalb des Flügels relativer Unterdruck und unterhalb des Flügels relativer Überdruck. An den Enden der Flügel stoßen die Gebiete mit den unterschiedlichen Druckverhältnissen zusammen, und es findet eine ausgleichende Strömung vom Gebiet höheren Druckes zum Gebiet niedrigeren Druckes statt, also von der Unterseite zur Oberseite. Es entstehen an den Flügelenden zwei gegenläufige Randwirbel, die keinen Beitrag zum Auftrieb leisten. Die stete Erzeugung dieser Wirbel benötigt jedoch Energie und ist Bestandteil des „induzierten Widerstands“.

### Berechnung
Der Widerstandsbeiwert ist bei optimaler (elliptischer) Auftriebsverteilung nur abhängig von der Flügelstreckung und vom Auftriebsbeiwert nach der Formel:
{\displaystyle C_{W_{i}}={\frac {{C_{A}}^{2}}{\pi \Lambda }}}         ({\displaystyle {C_{A}}} ist der Auftriebsbeiwert, {\displaystyle {\Lambda }} ist die Streckung)
Der induzierte Widerstand kann auch in Form des zusätzlichen Anstellwinkels gegenüber den reinen Profildaten (mit Λ = ∞) angegeben werden:
{\displaystyle \alpha _{\,\mathrm {ind} }={\frac {C_{A}}{\pi \Lambda }}}     (in rad)      oder      {\displaystyle \alpha _{\,\mathrm {ind} }={\frac {C_{A}\cdot 57{,}3}{\pi \Lambda }}}     (in Winkelgrad °)
Der induzierte Widerstand hat bei Flugzeugen im Langsamflug einen Anteil von über 50 % am gesamten Widerstand.

### Flügel-Streckung
Der Luftstrom am äußersten Teil des Flügels wird durch die Ausgleichsströmung am meisten beeinflusst. Flügel mit einer großen Streckung erzeugen daher bei gleicher Fläche und gleichem Auftrieb umgekehrt proportional zur Streckung einen geringeren induzierten Widerstand als tiefe Flügel mit kleiner Streckung.

### Reduktion des Profil-Auftriebsbeiwertes
Profilpolare sind immer als Flügel mit unendlicher Streckung aufgeführt. Der minimale (optimale) induzierte Widerstand kann auch in Form einer Auftriebsverminderung, und somit einer Leistungsreduktion angegeben werden. Eine praktische Näherungsformel für unverwundene mittlere bis lange Flügel bei konstantem Profil kann mit
{\displaystyle C_{A_{\,{\text{gestreckt}}}}\approx C_{A_{\,{\text{Profilpolare}}}}\cdot {\frac {\Lambda }{\Lambda +2}}}
angegeben werden. Sie leitet sich aus der Traglinientheorie von Prandtl und der entsprechenden Vorschrift für den Auftriebsanstieg {\displaystyle \partial C_{A}/\partial \alpha } ab. Es wird von einer Linearisierung der Auftriebspolaren für kleine Anstellwinkel {\displaystyle \alpha } und gleiche Nullauftriebswinkel {\displaystyle \alpha _{0}} von Profil und Flügel ausgegangen.

### Einfluss der Geschwindigkeit
Bei steigender Geschwindigkeit eines Flugzeuges im Horizontalflug wird der Anstellwinkel kleiner, da die Auftriebskraft immer das Flugzeuggewicht kompensieren muss und somit gleich bleibt. Aufgrund des geringeren Anstellwinkels ist der induzierte Widerstand dann geringer. Umgekehrt ist im Langsamflug, z. B. bei Start und Landung, der induzierte Widerstand am größten.

### Auftriebsverteilung

#### Oswaldfaktor

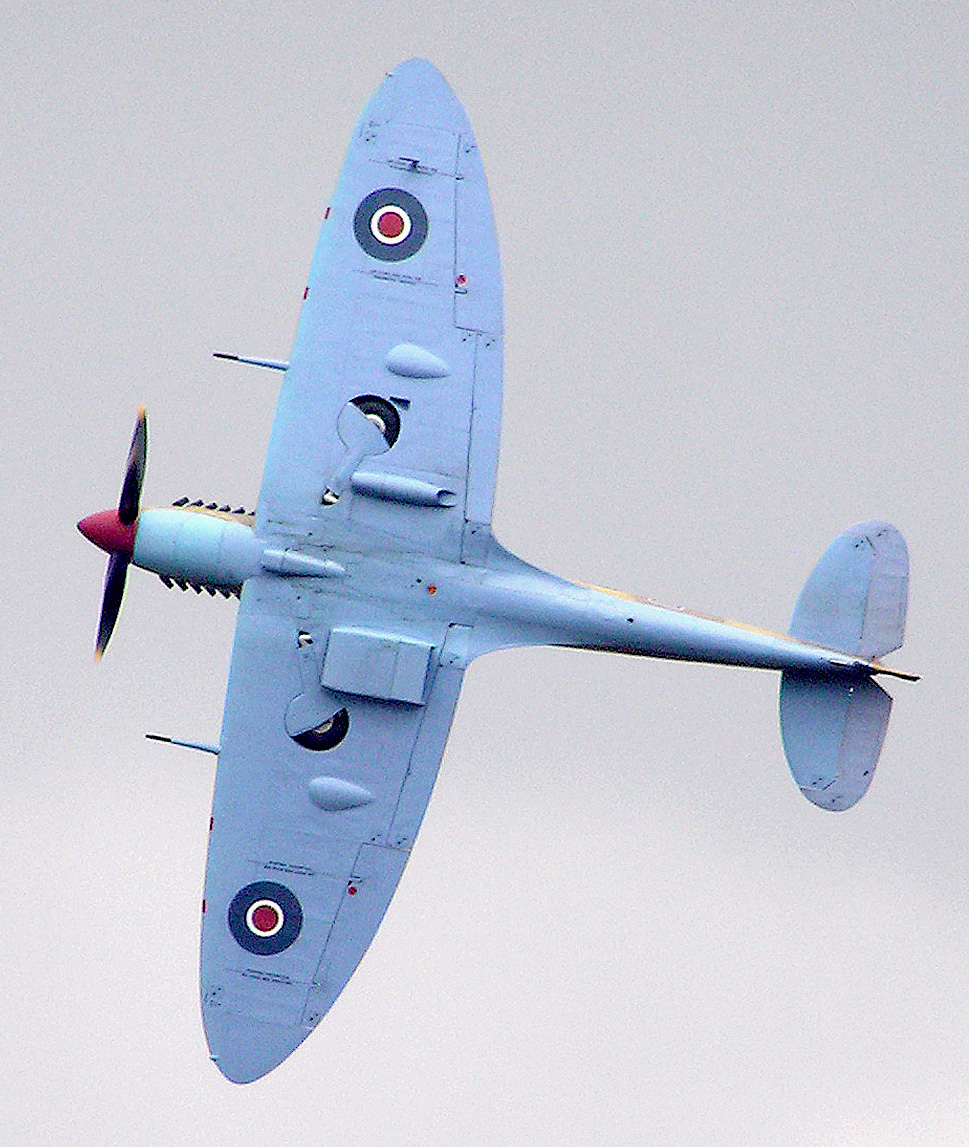
Die Supermarine Spitfire hatte einen fast elliptischen Flügelgrundriss

Da der induzierte Widerstand quadratisch mit dem Auftriebsbeiwert steigt, soll der Auftriebsbeiwert möglichst über der gesamten Tragfläche konstant bleiben. Das Optimum entspricht einer elliptischen Auftriebsverteilung über die Spannweite. Der dazugehörende optimale Flügelgrundriss ist nur ungefähr elliptisch, da der Auftrieb nur ungefähr proportional zur Flügeltiefe ist (Re-Zahl-Änderung mit der Flügeltiefe). Dies lässt sich mathematisch aus der Prandtl’schen Traglinientheorie (nach Ludwig Prandtl) herleiten. In dieser Theorie wird die Strömung um den Tragflügel als Potentialströmung modelliert, und es werden noch einige Annahmen getroffen, die eine analytische Lösung des Problems ermöglichen.
Sobald der Flügel einen anderen Grundriss aufweist, beispielsweise einen rechteckigen oder spitzen, erhöht sich der induzierte Widerstand. Der Oswaldfaktor kann als Formeffizienzfaktor betrachtet werden und ist somit immer kleiner als eins. Je höher der Oswaldfaktor, desto günstiger ist die Geometrie des Flügels. Im Idealfall (Ellipse) ist der Oswaldfaktor gleich eins. Üblicherweise liegt er im Bereich von 0,6 bis 0,9. Zur Optimierung der Auftriebsverteilung verwendet man konstruktive Varianten wie z. B. Schränkung, Zuspitzung, reduzierte Wölbung oder Winglets. Elliptische Tragflächengrundrisse sind teuer in der Herstellung und sind heutzutage in wenigen Hochleistungssegelflugzeugen zu finden, wie z. B. die SZD-55 und SZD-56. Einen guten Kompromiss zwischen Flugleistung und Baukosten stellt der trapezoidale Grundriss dar.
{\displaystyle C_{W_{i}}={\frac {{C_{A}}^{2}}{\pi \Lambda e}}}      (Oswald-Faktor {\displaystyle e} < 1)
Der Oswaldfaktor wird auch als Flügelwirkungsgrad oder Spannweitenwirkungsgrad bezeichnet. Im Optimum hätte dieser den Wert 1.

#### K-Faktor
Zur Beschreibung des Einflusses einer beliebigen Auftriebsverteilung auf den induzierten Widerstand wurde auch der k-Faktor eingeführt. Mit diesem „Form-Faktor“ wird die Erhöhung des induzierten Widerstands – verglichen zur optimalen elliptischen Auftriebsverteilung – in einem Wert zusammengefasst. Im Optimum hätte dieser den Wert {\displaystyle k={\frac {1}{\pi \Lambda }}}.
{\displaystyle C_{W_{i}}=k\,{C_{A}}^{2}}
Beide Faktoren oder Betrachtungsweisen sind äquivalent. Der k-Faktor ist wie folgt definiert: {\displaystyle k={\frac {1}{\pi \Lambda e}}}